# 御緩漫玉日記
『御緩漫玉日記』（おゆるりまんたまにっき）は、桜玉吉による日本のギャグ漫画。「漫玉日記」シリーズの第3作。

## 概要
『月刊コミックビーム』（エンターブレイン）2003年11月号から連載。念願叶って手に入れた伊豆の一軒家での生活を描く日記漫画。また、多摩川の近くに新しく仕事場を借りた頃の回想的な物語も不定期に描かれるが、前々作、前作において見られた、鬱症状を描いた内容および現実と虚構が交錯するメタ表現が顕著に出ており、それに合わせて画風も濃い水墨画を用いた大胆な作風になることが多い。作品によっては独白のみを描き殴ったような実験的作風も見られ、今まで以上に幻想的な展開となっていく。

## 登場人物

### 現在編
桜玉吉
作者本人。ついに長年の夢だった伊豆への移住を果たす。
M氏
伊豆の不動産屋の店長。物腰の穏やかな男性。
K氏
伊豆の銀行員。映画『無責任シリーズ』の植木等のような舌先三寸で玉吉を振り回す。
ぱそみ
『幽玄漫玉日記』『なぁゲームをやろうじゃないか!!』のヒロインにしてキーパーソン。第2話を最後に玉吉と破局し、作中から姿を消す。
ちょりぞう
玉吉のアシスタント。
オーバ君
玉吉の担当編集者。

### 過去編
タモ吉
作者本人。それまでカラーの漫画しか描いたことが無かったが、初めてスクリーントーンを使ったモノクロ原稿を手がけ始める。
白瀬
担当編集者。ヒロポン（広瀬栄一）のことだが、この作品では鼻提灯や奇声奇言は無く普通の青年として描かれる。
牛田トクコ
漫画専門学校の女子学生。アシスタントとしてタモ吉の元にやって来る。眼鏡をかけていて、若さと巨乳とやや天然ぼけな性格で、計らずもタモ吉を困惑させる。
種村
タモ吉と親しい編集者。男しかいない前職場と女性編集者もいる現職場とのギャップに暴走寸前。奥村勝彦のことである。

## 単行本
- 桜玉吉『御緩漫玉日記』 エンターブレイン〈ビームコミックス〉、全3巻
  1. 2005年1月31日刊行 ISBN 4-7577-2143-9
  2. 2006年1月30日刊行 ISBN 4-7577-2595-7
  3. 2007年4月5日刊行 ISBN 978-4-7577-3353-4